# Coespecificitat
La coespecificitat és un terme de biologia. Es produeix quan dos o més individus, poblacions o tàxons pertanyen a la mateixa espècie.
En el cas de diferents espècies que poden creuar i competir els seus gàmetes, tenen prioritat els gàmetes coespecífics sobre els gàmetes heteroespecífics. Aquest fenomen es coneix com a prioritat d'esperma coespecífic en els animals i prioritat de pol·len coespecífic a les plantes.
L'heteroespecificitat es produeix quan dos o més individus, poblacions o tàxons pertanyen a diferents espècies biològiques.